# Брусничний (Челябінська область)
Брусничний (рос. Брусничный) — колишнє селище в Саткинському районі Челябінської області Російської Федерації.
Населення становило 0 осіб (2010). Входило до складу муніципального утворення Бакальське міське поселення.

## Історія
Згідно із законом від 17 листопада 2004 року органом місцевого самоврядування було Бакальське міське поселення.
26 січня 2023 року селище ліквідовано рішенням Законодавчих зборів регіону через відсутніть населення.

## Населення
| 2002 | 2010 |
| ---- | ---- |
| 10   | ↘0   |